# Triumph Tiger Explorer
Triumph Tiger Explorer – brytyjski motocykl typu turystyczne enduro produkowany przez Triumph od 2012 roku.

## Dane techniczne/Osiągi
Silnik: R3
Pojemność silnika: 1215 cm³
Moc maksymalna: 137 KM/9000 obr./min
Maksymalny moment obrotowy: 121 Nm/6400 obr./min
Prędkość maksymalna: 215 km/h 

Przyspieszenie 0–100 km/h: 3,5 s